# Федерація футболу Центральної і Південної Азії
Федерація футболу Центральної і Південної Азії (англ. Central and South Asian Football Federation) — колишня спортивна футбольна організація, яка об'єднувала національні футбольні асоціації і федерації країн Центральної і Південної Азії. Була одним з підрозділів АФК.
Федерація була заснована в 1997 році і включала в себе 12 країн-членів. У червні 2014 року через створення Федерації футболу Центральної Азії і подальшого входу в склад цієї нової організації національних футбольних федерацій Афганістану, Киргизстану, Таджикистану, Туркменістану і Узбекистану, федерація була скасована і створена нова організація — Федерація футболу Південної Азії, в яку увійшли 7 країн Південної Азії.

## Країни-учасниці

### Південна Азія
- Бангладеш
- Бутан (2000—2014)
- Індія
- Мальдіви
- Непал
- Пакистан
- Шрі-Ланка

### Центральна Азія
У 2014 році ці країни створили свою окрему зону Центральної Азії.
- Афганістан (2005–2014)
- Киргизстан
- Таджикистан
- Туркменістан
- Узбекистан

## Президенти
| Президент       | Роки                        |
| --------------- | --------------------------- |
| Ганеш Тапа      | 1999 — Жовтень 2009         |
| Кази Салахуддін | Жовтень 2009 — Жовтень 2012 |